# Jeanne Goosen
Jeanne Goosen (Kaapstad, 13 juli 1938 – Melkbosstrand, 3 juni 2020) was een Zuid-Afrikaanse journaliste, dichteres en schrijfster. Ze schreef korte verhalen, kinderboeken, toneelstukken en is een veel bekroond romanschrijfster. 

## Loopbaan
Jeanne Goosen was een van de meest veelzijdige en meest controversiële schrijvers in het Afrikaans. Ze studeerde aan de Universiteit van Kaapstad. Ze debuteerde in 1971 als dichter met ’n Uil vlieg weg, gevolgd door Orrelpunte. Vooral als schrijver van proza heeft zij zich een prominente plaats in de Afrikaanse literatuur veroverd met de publicatie van Om ‘n mens na te boots; ’n Kat in die sak, Louoond; Ons is nie almal so nie; Daantjie Dromer en de verhalenbundel ’n Gelyke kans.
In Ons is nie almal so nie (Not all of us, vertaald in het Engels door André Brink) wordt het leven belicht van een blank gezin uit de lagere middenklasse in de jaren vijftig, dat in allerlei problemen verzeild raakt. Het wordt verteld vanuit het perspectief van het dochtertje, Gertie. De verschijning heeft in Zuid-Afrika opschudding veroorzaakt vanwege de aandacht die het vestigde op het bestaan van ‘de arme blanke’.
Ook de roman Daantjie Dromer (1993) gaat over een gezin uit de jaren vijftig. De verteller is de dochter Bubbles, die zich wil bevrijden uit het milieu waarin ze is opgegroeid. Door haar gesprekken met haar filosofisch ingestelde broer Daantjie Dromer, komt ze tot nieuwe inzichten over politieke zaken en wordt ze zich bewust van haar eigen identiteit.
Ze overleed op 81-jarige leeftijd.

## Werken
- 1971 – ’n Uil vlieg weg (gedichten)
- 1975 – Orrelpunte (gedichten)
- 1975 – Om ‘n mens na te boots
- 1986 – ’n Kat in die sak
- 1987 – Louoond
- 1990 – Ons is nie almal so nie
- 1993 – Daantjie Dromer
- 1995 – ’n Gelyke Kans (korte verhalen)
- 2001 – Wie is Jan Hoender? (roman)
- 2001 – Straataf
- 2002 – ’n Paw-Paw vir my darling
- 2003 – Desnieteenstaande (cabaret)